# Brian Goes Back to College
Brian Goes Back to College («Брайан возвращается в колледж») — пятнадцатая серия четвёртого сезона мультсериала «Гриффины». Премьерный показ состоялся 13 ноября 2005 года на канале FOX.

## Сюжет
Питер, Джо, Кливленд и Куагмир посещают костюмированный конкурс персонажей сериала «Команда «А»». Друзья выигрывают конкурс, а Брайан пишет об этом репортаж в местную газету, а чуть позднее, заметив его, Брайана приглашают на работу в еженедельник «The New Yorker». Поначалу на новом месте дела у пса идут хорошо, но его сразу увольняют, узнав, что он так и не окончил колледж.
Тем временем расстроившись, что их карьера в «Команде „А“» закончилась, Питер решает организовать свою команду со своими друзьями. Питер оборудует фургон «Команды „А“», и трое его друзей присоединяются к нему, готовые вершить добрые дела в родном Куахоге.
Брайан решает окончить колледж, чтобы продолжить работу в «The New Yorker». Стьюи тайком едет с ним.
В колледже поначалу учителя невзлюбили пса, но их отношение к нему меняется, едва только лишь он, смошенничав, получает «пятёрку». Чуть позже Брайан раскаивается в мошенничестве и собирается признаться, но его учитель говорит ему, что Брайан вдохновил его, а то он уже собирался кончать жизнь самоубийством (Brian has inspired him, and he was so depressed that he was planning to commit suicide).
Питер доволен работой своей новой команды, но лишь до тех пор, пока они не проваливают задание по спасению парка; после этого команда расформирована.
Брайан на финальном тесте понимает, что может сдать его лишь обманом, и поэтому решает со Стьюи вернуться домой, но Лоис требует от него попытаться сдать последний экзамен.
Брайан под руководством Стьюи много занимается, и внезапно понимает, что не успевает на экзамен. Тогда Лоис просит Питера воскресить свою «Команду „А“», чтобы доставить Брайана вовремя в колледж. Брайан успевает, но экзамен так и не сдаёт. Тем не менее, пёс горд собой, что не сжульничал, а его семья этим фактом разочарована.

## Создание
Автор сценария: Мэтт Флекенштейн.
Режиссёр: Грег Колтон.
Приглашённые знаменитости: Ральф Гэрман, Марк Хентеманн и Фил Ламарр.

## Интересные факты